# Liriomyza xanthocera
Liriomyza xanthocera este o specie de muște din genul Liriomyza, familia Agromyzidae. A fost descrisă pentru prima dată de Leander Czerny în anul 1909.
Este endemică în Spania. Conform Catalogue of Life specia Liriomyza xanthocera nu are subspecii cunoscute.